# John Edward McCullough
John Edward McCullough (Coleraine, 2 novembre 1832 – Filadelfia, 8 novembre 1885) è stato un attore teatrale irlandese naturalizzato statunitense.

## Biografia

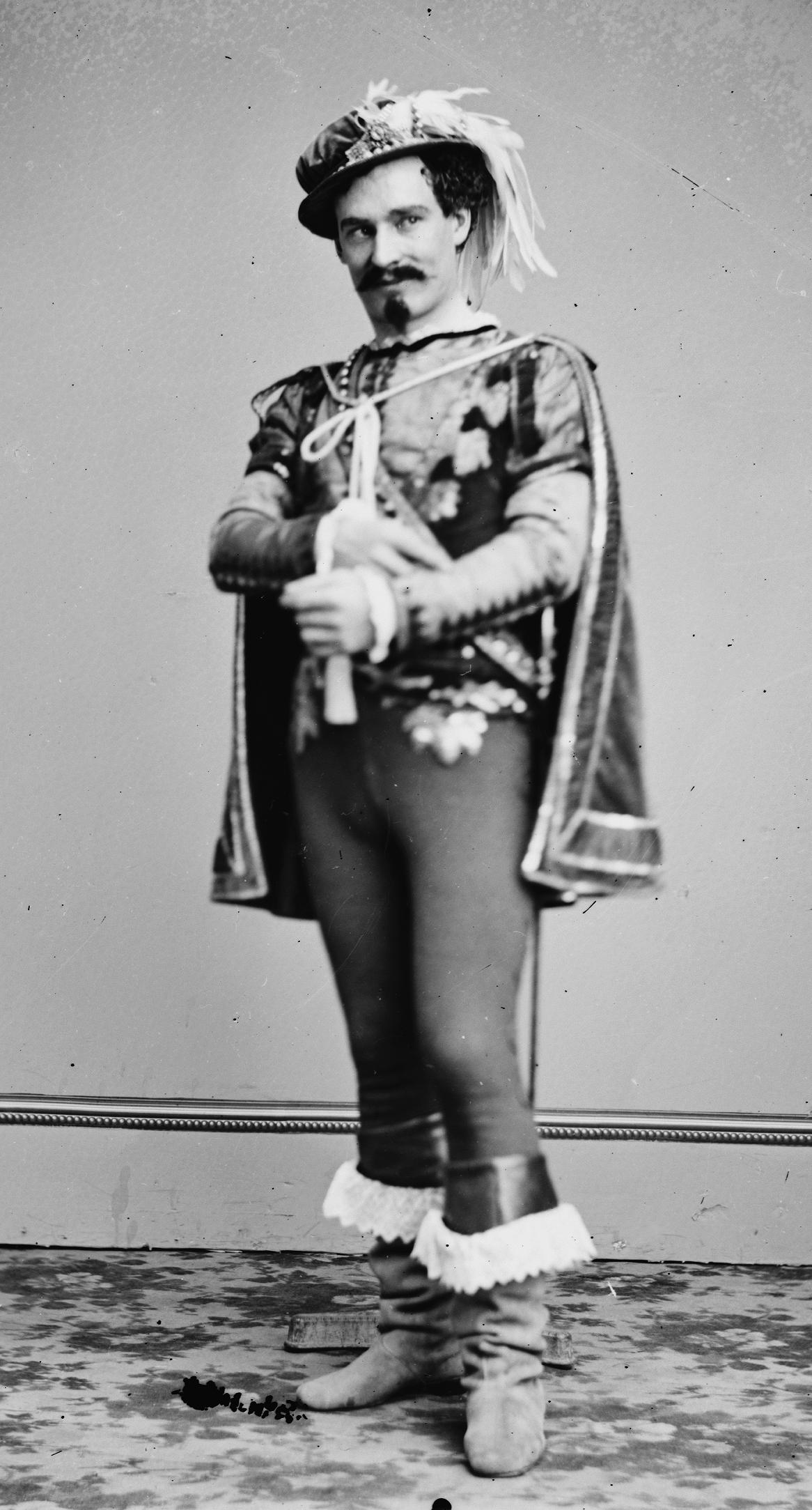
John Edward McCullough

John Edward McCullough nacque in Irlanda del Nord, ma dopo la morte di sua madre, quando lui aveva 15 anni, si trasferì a Filadelfia per vivere con i parenti, dove diventò inizialmente apprendista come fabbricante di sedie.
Ben presto si interessò alla recitazione e si mise in contatto con l'Associazione Drammatica Boothean.
Esordì come filodrammatico all'Arch Street Theatre di Filadelfia nel 1857, in The Belle's Stratagem.
Durante la stagione 1860-1861, McCullough fece un tour con E. L. Davenport.
Poi incontrò Edwin Forrest, che lo lanciò come attore principale non protagonista, durante la tournée dal 1861 al 1865, influenzandone il suo stile di recitazione, grazie anche ad alcune caratteristiche fisiche che avevano in comune.
Lasciò la compagnia di Forrest nel 1866 per assumere la direzione del California Theatre di San Francisco insieme a Lawrence Barrett, ma a causa di problemi economici si dimise nel 1877, e trascorse il resto della sua carriera in tournée nei suoi ruoli più noti.
Dopo la morte di Forrest nel 1872, McCullough assunse molti dei ruoli su cui il suo maestro aveva basato la sua carriera, come "Spartaco", "Jack Cade", "Otello", "Re Lear", "Coriolano" e "Marco Antonio".
Nel 1881, McCullough collaborò per un breve periodo con il Theatre Royal Drury Lane di Londra, ma negli anni successivi incominciò ad aver problemi di salute mentale, e fece la sua ultima esibizione a Chicago nel 1884, un anno prima della sua morte.
McCullough era molto ammirato per la sua correttezza, sebbene il suo stile di recitazione fosse visto come appartenente ad una tradizione effimera.
Come interprete shakespeariano fu apprezzato anche in Europa, e portò al successo le più importanti opere di scrittori americani contemporanei, tra le quali The Broker of Bogota (Il cambiavalute di Bogotà) di Robert Montgomery Bird.